# Leucauge digna
Leucauge digna är en spindelart som först beskrevs av O. Pickard-Cambridge 1869.  Leucauge digna ingår i släktet Leucauge och familjen käkspindlar. Inga underarter finns listade i Catalogue of Life.